# 亩康弘
亩康弘（日语：／ Une Yasuhiro，？—），日本男子田径运动员，主攻轮椅竞速。他曾代表日本参加1996年夏季残疾人奥林匹克运动会田径比赛，获得一枚金牌和一枚银牌。